# Viaduc des Usses
Le viaduc des Usses est un pont autoroutier de France situé en Haute-Savoie et permettant le franchissement des Usses au sud de Cruseilles. Il est emprunté par l'autoroute A41 et se trouve à l'est du pont de la Caille.